# Richard Warren Sears

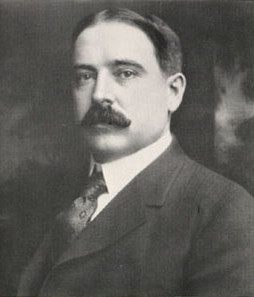
Richard Warren Sears

Richard Warren Sears (* 7. Dezember 1863 in Stewartville, Minnesota; † 28. September 1914 in Waukesha, Wisconsin) war ein US-amerikanischer Unternehmer und Begründer des Versandhandels.

## Leben
Seine Kindheit verbrachte Sears in Spring Valley. Nachdem sein Vater James sein Vermögen in Höhe von 15.000 Dollar an der Börse verloren hatte und 1879 verstorben war, musste der 16-jährige Richard die Familie versorgen. Er erlernte die Telegrafie und war bei dem Eisenbahnunternehmen Minneapolis and St. Louis Railway tätig.
Sears kaufte eine Partie Taschenuhren, deren Annahme ein örtlicher Händler verweigert hatte, für 50 Dollar und verkaufte sie weiter an Passagiere oder Angestellte der Eisenbahn. Er hätte keinen günstigeren Zeitpunkt treffen können, denn 1883 hatten die Eisenbahnen vier Zeitzonen eingeführt, um die komplexen Fahrpläne zu standardisieren, und Taschenuhren waren plötzlich heiß begehrt.
1886 investierte der 23-jährige Sears seinen Gewinn von 5000 Dollar in ein Uhrengeschäft und nannte es R. W. Sears Watch Company. Er pries seine Uhren in den regionalen Zeitungen an und verlagerte das Geschäft von Minneapolis nach Chicago. Weil die Uhren manchmal kleinere Reparaturen benötigten, stellte er 1887 einen jungen Uhrmacher, Alvah Curtis Roebuck, ein.
1893 gründeten sie gemeinsam die Versandhandelsfirma Sears, Roebuck and Co. Der erste Katalog von 1888 zeigte lediglich Uhren und Schmuck auf 52 Seiten. 1893 umfasste der Katalog bereits 196 Seiten und offerierte auch Nähmaschinen, Schuhe, Reitsättel und andere Artikel des täglichen Bedarfs. 1895 entschied Alvah Roebuck, dass er aus dem Geschäft aussteigen wollte, weil ihm das neue Geschäft zu viel abverlangte und seine Gesundheit darunter litt. Das Geschäft wuchs seiner Meinung nach zu schnell und er bekam es mit der Angst vor den Verpflichtungen, so dass er Sears bat, ihn mit seiner 1/3 Beteiligung für 25.000 Dollar auszuzahlen. Da Sears über nicht soviel Bargeld verfügte, bot er Roebucks Beteiligung den Chicagoer Geschäftsleuten Aaron Nusbaum und Julius Rosenwald, Nusbaums Schwager, für jeweils 37.500 Dollar an. 1896 wurde Rosenwald Vize-Präsident von Sears, Roebuck und Co. 1896 gaben sie den ersten umfassenden Katalog heraus.
In den 1890er Jahren waren 75 % der Amerikaner Siedler in ländlichen Gebieten oder Kleinstädten. Um ihre Post abzuholen, benötigten sie oftmals einen halben Tag bis zur nächsten Poststelle. Richard Sears hatte davon profitiert, dass seine Kataloge als „lehrreiches“ Material eingestuft worden waren zu der niedrigsten Rate. Mit Einführung des Rural Free Delivery (RFD – kostenlose Lieferung aufs Land) im Jahre 1896 wurde es mit der Zeit möglich, die Kataloge über das ganze Land zu verteilen.
1901 kamen Rosenwald und Sears überein, Nusbaum auszukaufen und boten ihm eine Million Dollar für seinen Geschäftsanteil. Nusbaum weigerte sich und verlangte 1,25 Millionen Dollar, die er auch erhielt.
Mit 44 Jahren gab Richard Sears am 1. November 1908 seinen Rücktritt als Präsident seiner Firma bekannt und verkaufte sein Aktienpaket für zehn Millionen Dollar. Als Grund gab er die schlechte Gesundheit seiner Ehefrau an.
Sears verstarb im September 1914 im Alter von 50 Jahren an einer Nierenkrankheit. Sein Vermögen wurde auf 20 Millionen Dollar geschätzt.
In einem seiner Kataloge liest sich sein Lebensweg folgendermaßen:
In der kleinen Firmengeschichte wird über Mr. Sears gesagt, dass er seine erste kommerzielle Ausbildung mit ca. 15 Jahren erhielt, indem er hinter einem Pflug ging auf einer Farm im Westen bei einem Lohn von ca. $10,- pro Monat von Sonnenaufgang bis Sonnenuntergang, die Ernte und das Heumachen, Sommer wie Winter, und hier lernte er, was es bedeutete einen halben Dollar zu verdienen. Er gelangte zu einer Anstellung mit $ 25,- per Monat bei der Eisenbahn und für 12 Stunden Arbeit und er begriff schnell, dass 50-Cent-Stücke nicht auf Bäumen wachsen. (Das bezieht sich auf die Bitte, 50 Cent für den Versand eines jeden Katalogs zu entrichten.)
Als Mr. Sears vor ca. 12 Jahren sein Geschäft mit einem Gehilfen in einen kleinen Raum von 10 × 12 Fuß (ca. 3 × 3,60 m) im Quadrat begann, war sein einziges Ziel, Erfolg zu haben und er gab sich mit sehr kleinen Gewinnmargen zufrieden. Er beantwortete alle Briefe, verpackte und versendete die Ware, schrieb die Rechnungen und arbeitete bis spät in die Nacht.
Der Plan war erfolgreich und das Geschäft wuchs von Beginn an. Größere Räumlichkeiten wurden angemietet und mehr Personal eingestellt und 1895 ein neuer Partner aufgenommen (unser jetziger Präsident und Schatzmeister), das Geschäft neu gegründet und ein Gebäude an der 173 Adams Street in dieser Stadt bezogen, 75 × 180 ft., (23 × 55m) 5 Stockwerke hoch mit ca. 300 Angestellten. 1896 zogen wir in unser derzeitiges Gebäude mit 6 Stockwerken 100 × 170 feet groß und 600 Angestellten. 1898 wurde das Gebäude vergrößert auf 170 × 170 feet, 7 Stockwerke und 1.200 Angestellten.1899 und 1900 wurden weitere Anbauten hinzugefügt und unsere Bürokräfte aufgestockt. In diesem Jahr wurde unser Gebäude durch ein 9stöckiges Haus vergrößert, das einen ganzes Quadrat, einen vollständigen City Block sich über vier Straßen Fulton, Desplaines, Wayman und Jefferson ausdehnt und somit eines der größten Handelshäuser auf der Welt darstellt.
Wir sind Besitzer des Grund und Bodens und der Gebäude. Wir beschäftigen über 3000 Leute. Wir sind das größte Versandhandelsgeschäft auf der ganzen Welt.
Soviel über den Wert von 50 Cents und weshalb wir wissen, wovon wir sprechen, wenn wir Sie zu ihrem eigenen Nutzen bitten, uns 50 Cents für den Katalog No. 111 zu senden.

## Galerie

Firmengeschichte
Katalog 107 von 1898
Das Firmengebäude über vier Straßenecken
Der Anbau für die Farbenfabrik
Katalog für Beleuchtung 1900
Anleitung zum Streichen und Lackieren 1904